# Sathon
Sathon hay Sathorn (tiếng Thái: สาทร) là một trong 50 quận (khet) của Bangkok, Thái Lan. Quận này giáp 6 quận khác (từ phía bắc theo chiều kim đồng hồ): Bang Rak, Pathum Wan, Khlong Toei, Yan Nawa, Bang Kho Laem và Khlong San (qua sông Chao Phraya). Sathon cũng là tên một con đường và một kênh đào ở trong quận này.

## Lịch sử

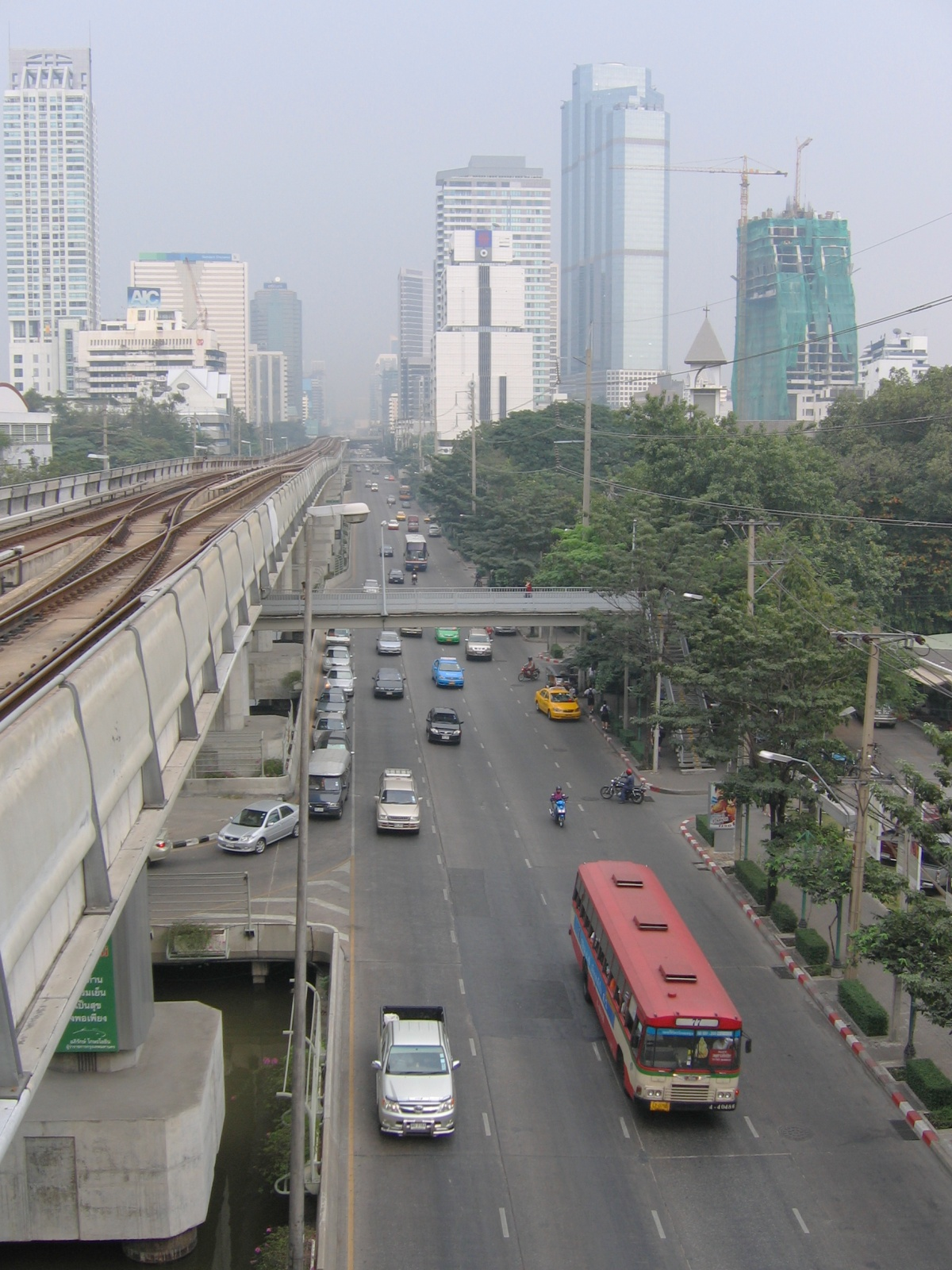
Đường Sathon Tai

Sathon đã từng là một phần của Yan Nawa. Ngày 9 tháng 11 năm 1989, quận Sathon được thành lập từ một phần của quận Yan Nawa. Tên quận này được đặt theo tên đường Sathon và khlong Sathon. Khlong Sathon, là con kênh lâu đời hơn trong hai con kênh đã được một công ty người Hoa đào để phục vụ giao thông. Chủ người Hoa này đã được vua Chulalongkorn phong là Luang Sathon Racha Yuk (หลวงสาทรราชายุกต์) bởi đóng góp này.

## Các chùa

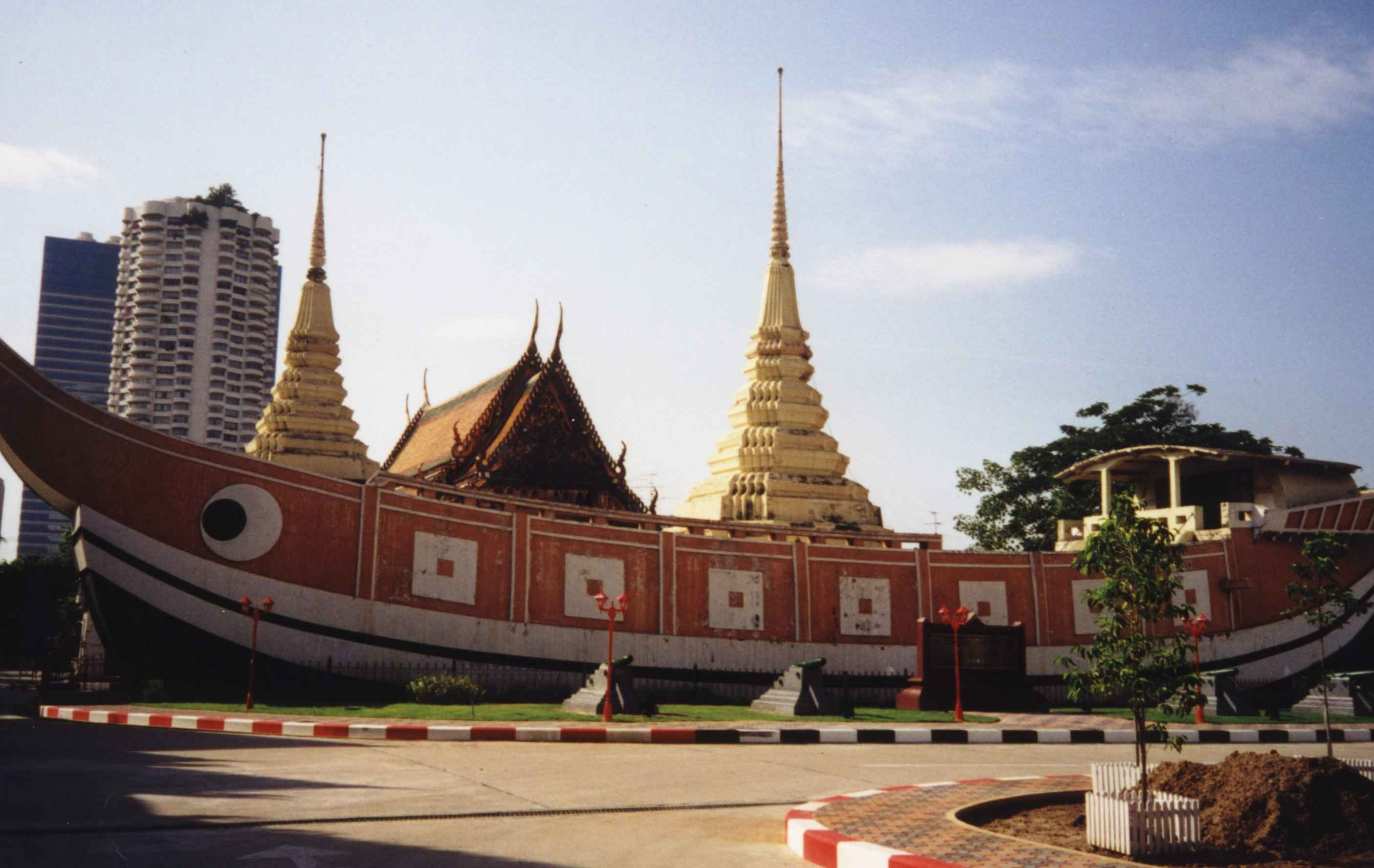
Wat Yan Nawa

- Wat Yan Nawa (วัดยานนาวา), một ngôi chùa từ thời Ayutthaya được vua Rama III cho xây. Ngôi chùa này có tên Wat Kok Khwai (วัดคอกควาย) trong thời Ayuthaya và Wat Kok Krabue (วัดคอกกระบือ) trong thời Thonburi và thời kỳ đầu của Bangkok.
- Wat Don (วัดดอน) là một ngôi chùa khác được xây năm 1797 dưới thời vua Rama I bởi những người dân nhập cư từ Tavoy, Myanmar.

## Các đơn vị hành chính
Quận này được chia thành 3 phó quận (kwaeng).
| 1. | Thung Wat Don  | ทุ่งวัดดอน  |  |
| 2. | Yan Nawa       | ยานนาวา  |  |
| 3. | Thung Maha Mek | ทุ่งมหาเมฆ |  |